# ミラノ大賞典
ミラノ大賞典 (Gran Premio di Milano) はイタリア共和国ミラノにあるサンシーロ競馬場で行われる競馬の競走。イタリア春競馬の総決算である。

## 概要
創設は1889年に遡り、二度の世界大戦中も絶え間なく続けられた。かつては芝3000mで行われていたが、幾度かの距離変更を経て1974年から2019年は芝2400m、2020年からは芝2000mで行われている。格付けは1973年のグループ制導入から2015年まではG1に位置づけられていた。
2016年からはG2に格下げされ、同時に出走条件が4歳以上に変更された。さらに2023年にはG3に降格されることになった。
開催時期が早い事もあり、2015年まで斤量は古馬が60.5kg、3歳馬が53.5kgと3歳馬有利に設定されていたが、日本の宝塚記念と同じく3歳馬が挑戦してくることは少なかった。
デルビーイタリアーノと同じく20世紀初頭にはフェデリコ・テシオの生産馬が大活躍し、計22勝した。
1986年には日本馬のシリウスシンボリが出走したが、Tommy Wayの5着に敗れた。

## 近年の優勝馬
| 施行日        | 優勝馬           | 日本語読み                 | 性齢 | タイム  | 優勝騎手     | 管理調教師         |
| ------------- | ---------------- | -------------------------- | ---- | ------- | ------------ | ------------------ |
| 2001年6月17日 | Paolini          | パオリニ                   | 牡4  | 2:34.8  | A.スボリッチ | A.ヴェーラー       |
| 2002年6月16日 | Falbrav          | ファルブラヴ               | 牡4  | 2:24.9  | D.バルジュー | L.ダウリア         |
| 2003年6月22日 | Leadership       | リーダーシップ             | 牡4  | 2:28.3  | R.ヒルズ     | S.ビン・スルール   |
| 2004年6月20日 | Senex            | セネックス                 | 牡4  | 2:28.7  | W.モンジル   | H.ブルーム         |
| 2005年6月19日 | Electrocutionist | エレクトロキューショニスト | 牡4  | 2:30.6  | E.ボッティ   | V.ヴァリアーニ     |
| 2006年6月18日 | Shamdala         | シャムダラ                 | 牝4  | 2:28.7  | C.スミヨン   | A.ロワイエデュプレ |
| 2007年6月17日 | Sudan            | スーダン                   | 牡4  | 2:32.1  | L.デットーリ | E.ルルーシュ       |
| 2008年6月15日 | Quijano          | キジャーノ                 | 騸6  | 2:34.7  | A.シュタルケ | P.シールゲン       |
| 2009年6月14日 | Quijano          | キジャーノ                 | 騸7  | 2:29.6  | A.シュタルケ | P.シールゲン       |
| 2010年6月13日 | Jakkalberry      | ジャッカルベリー           | 牡4  | 2:29.6  | F.ブランカ   | E.ボッティ         |
| 2011年6月12日 | Voila Ici        | ヴォワライシ               | 牡6  | 2:34.4  | M.デムーロ   | V.カルーソー       |
| 2012年6月10日 | Earl Of Tinsdal  | アールオブティンスダル     | 牡4  | 2:30.0  | W.ビュイック | A.ヴェーラー       |
| 2013年6月9日  | Biz the Nurse    | ビズザナース               | 牡3  | 2:27.4  | C.デムーロ   | S.ボッティ         |
| 2014年6月8日  | Benvenue         | ベンヴェヌー               | 牡5  |         | F.ボッサ     | R.ビオンディ       |
| 2015年6月7日  | Dylan Mouth      | ディランマウス             | 牡4  | 2:26.7  | F.ブランカ   | S.ボッティ         |
| 2016年5月29日 | Dylan Mouth      | ディランマウス             | 牡5  | 2:35.9  | L.デットーリ | M.ボッティ         |
| 2017年6月18日 | Full Drago       |                            | 牡4  | 2:29.1  | D.バルジュー | S.ボッティ         |
| 2018年7月1日  | Night Music      |                            | 牝5  | 2:27.3  | O.Murphy     | F.Steinberg        |
| 2019年6月23日 | Assiro           |                            | 牡4  | 2:27.0  | A.Mezzatesta | R.Biondi           |
| 2020年6月28日 | Durance          |                            | 牝4  | 2:01.4  | L.Delozier   | P.Schiergen        |
| 2021年6月27日 | Wally            |                            | 騸4  | 1:59.3  | C.Demuro     | J-C.Rouget         |
| 2022年6月30日 | Cantocorale      |                            | 牡4  | 2:02.9  | A.Fresu      | G.Galoppo          |
| 2023年6月18日 | Best Of Lips     | ベストオブリップス         | 牡5  | 2:02.9  | R.Piechulek  | A.Suborics         |
| 2024年6月23日 | Flag's Up        | フラッグスアップ           | 騸6  | 2:06.7  | M.Sanna      | S.Botti            |
| 2025年6月22日 | Arnis Master     |                            | 騸6  | 2:01.50 | A.Vries      | A.Suborics         |

### 過去の主な優勝馬
- 1938年：ネアルコ / Nearco
- 1956年：リボー / Ribot
- 1958年：セダン / Sedan
- 1975年：シュターアピール / Star Appeal
- 1984年：エスプリデュノール / Esprit du Nord
- 1987年、1988年：トニービン / Tony bin
- 1989年：アルワウーシュ / Alwuhush
- 1993年：プラティニ / Platini
- 1995年：ランド / Lando
- 1996年：ストラテジックチョイス / Strategic Choice
- 1998年：ウンガロ / Ungaro